# Armel Guerne
Armel Guerne, nacido en Morges (Cantón de Vaud, Suiza) el 1 de abril de 1911 y fallecido en Marmande (Lot-et-Garonne, Francia) el 9 de octubre de 1980, fue un poeta y traductor francés. Su poesía está influenciada por el romanticismo alemán (Hölderlin, Novalis, Kleist, etc.). Fue el traductor de Moby Dick de Herman Melville. 
Durante la Segunda Guerra Mundial fue miembro de la red del servicio secreto británico Prosper-Physician.

## Obras

### Autor
- Oraux, éd. Grenier, 1934
- Le Livre des quatre éléments, G.L.M., 1938 ; Le Capucin, 2001
- La Cathédrale des douleurs, La Jeune Parque, 1945 (Repris dans Danse des morts)
- Mythologie de l'homme, La Jeune Parque, 1945 ; La Baconnière, 1946 ; Le Capucin, 2005
- Danse des morts, La Jeune Parque, 1946 ; Le Capucin, 2005
- La nuit veille, Desclée de Brouwer, 1954 ; InTexte, coll. « D'Orient et d'Occident », introduction de Jean-Yves Masson, 2006
- Le Temps des signes, Plon, 1957 ; Granit, 1977 ; Le Capucin, 2005
- Le Testament de la perdition, Desclée de Brouwer, 1961
- Les Jours de l'Apocalypse, Éditions Zodiaque, 1967. Poèmes d'Armel Guerne et visions de saint Jean. Reproductions de détails de l'Apocalypse de Beatus de Liébana ; réédition, avec texte complété, sans les illustrations, collection ART.POÉSIE, éditions Ad Solem ISBN 978-2-37298-116-3, 2020.
- Rhapsodie des fins dernières, Phébus, 1977
- Le Jardin colérique, Phébus, 1977
- L'Âme insurgée, écrits sur le Romantisme, Phébus, 1977 ; Le Seuil, coll. « Points essais », édition augmentée, préface de Stéphane Barsacq, 2011
- Temps coupable, Solaire, 1978 (repris dans Au bout du temps)
- À contre-monde, Privat, coll. « "La Contre-Horloge », 1979 (repris dans Au bout du temps)
- Au bout du temps, Solaire, 1981
- Le Poids vivant de la parole, Solaire, 1983
- Fragments, Fédérop, 1985
- Les Veilles du prochain livre, Le Capucin, 2000
- Journal 1941-1942, Le Capucin, 2000
- Le Poids vivant de la parole, Fédérop, 2007 ; édition revue et augmentée, contenant : • Temps coupable • À contre-monde • Au bout du temps • Le Poids vivant de la parole • Poèmes inédits
- André Masson ou les autres valeurs, Les Amis d'Armel Guerne asbl, 2007 (édition hors commerce)
- Le Verbe nu. Méditation pour la fin des temps, Le Seuil, édition établie et préfacée par Sylvia Massias, 2014

### El editor
- Les Romantiques allemands, édition établie et présentée par Armel Guerne, Desclée de Brouwer, 1956, 1963 ; Phébus, 2004.

Traducciones de Armel Guerne, Albert Béguin, Lou Bruder, Jean-François Chabrun, René Jaudon, Flora Klee-Palyi, Gilbert Socart y Robert Valençay.
Textos de : Hölderlin, Jean Paul, Ludwig Tieck, Novalis, les frères Friedrich et August Wilhelm Schlegel, Wackenroder, un poète inconnu, Franz Xaver von Baader, F. G. Wetzel, Hendrik Steffens, Clemens Brentano, Achim von Arnim, Adelbert von Chamisso, E.T.A. Hoffmann, Friedrich de La Motte-Fouqué, Contessa, Heinrich von Kleist, Karoline von Günderode, Bettina von Arnim, Beethoven, Eichendorff, Georg Büchner, Christian Dietrich Grabbe, Eduard Mörike.
- Gérard de Nerval (choix d’œuvres, préface, notices), Club français du livre, 1966.

### Traducciones

#### Del alemán
- Les Romantiques allemands, texte français et présentation par Armel Guerne, Desclée de Brouwer, 1956, 1963 ; Phébus, 2004 (voir ci-dessus).
- Novalis
  - Les Disciples à Saïs, G.L.M., 1939. Avec un frontispice d'André Masson.
  - Europe ou la chrétienté, collaboration à la réédition 1949 du numéro spécial des Cahiers du Sud sur le Romantisme allemand.
  - Hymnes à la nuit, Falaize, 1950.
  - Fragments, choix et traduction, Aubier-Montaigne, 1973.
  - Œuvres complètes, édition établie, traduite et présentée par Armel Guerne ; 2 vol. : I. Romans. Poésies. Essais. – II. Les fragments ; Gallimard, 1975.
  - Les Disciples à Saïs. Hymnes à la nuit. Chants religieux, avec quelques poèmes extraits d'Henri d'Ofterdingen, Gallimard, coll. « Poésie », 1980.
  - Henri d'Ofterdingen, Gallimard, coll. « L'Étrangère », 1997.
  - Journal intime après la mort de Sophie, Mercure de France, coll. « Le Petit Mercure », 1997.
- Rainer Maria Rilke
  - Lettres à une musicienne, Falaize, 1952.
  - Les Élégies de Duino, Mermod, coll. « Du Bouquet », 1958. Dessins de Picasso.
  - Les Élégies de Duino. Les sonnets à Orphée, Édition bilingue, Le Seuil, 1972.
- Friedrich Hölderlin, Hymnes, élégies et autres poèmes, Mercure de France, 1950 ; GF Flammarion, 1983.
- Jacob et Wilhelm Grimm, Les Contes, Kinder- und Hausmärchen,[1] Flammarion, coll. « L'Âge d'or », 1967 ; Le Seuil, 2003.
- Heinrich von Kleist
  - La Marquise d'O… et autres nouvelles,[2] Phébus, 1976.
  - Michael Kohlhaas et autres nouvelles,[3] Phébus, coll. « Verso », 1983.
- Friedrich Dürrenmatt
  - La Panne, Albin Michel, 1958 ; La Guilde du livre, 1960 ; Le Livre de poche, 2003.
  - La Promesse, Albin Michel, 1959 ; La Guilde du livre, 1964 ; Le Livre de poche, 2002.
  - Le Juge et son bourreau, Albin Michel, 1961 ; Le Livre de poche, 2002.
  - Le Soupçon, Albin Michel, 1961.
  - Romans (La Panne, Le Juge et son bourreau, Le Soupçon), Albin Michel, 1980.
- Urs von Balthasar, Ronchamp (préface à un album de photos), Desclée de Brouwer, 1958.
- Albert Bettex, L'Invention du monde, Delpire, 1960.
- Martin Buber, Récits hassidiques, Plon,1963.
- Elias Canetti, Le Territoire de l'homme : réflexions 1942-1972, Albin Michel, 1978 ; Le Livre de poche, 1998.
- Karlheinz Deschner
  - La Nuit autour de ma maison, Albin Michel, 1963.
  - Florence sans soleil, Albin Michel, 1963.
- Theodor Haecker, Métaphysique du sentiment, Desclée de Brouwer, 1953.
- Friedrich Heer, Réalités et vérité, Desclée de Brouwer, 1957.
- Wassily Kandinsky, Interférences, Delpire, 1960.
- Paul Klee, Aquarelles et dessins, trad. de Confession créatrice et Poèmes, Delpire, 1959.
- Henri Nouveau (Henrik Neugeboren), Pensées et aphorismes : fragments de journal de 1926 à 1955, Richard-Masse / La Revue musicale, 1970.
- Paracelse, Les Prophéties (texte établi par Charles Le Brun), Le Rocher, 1985.
- Josef Pieper et Henri Raskop, Je crois en Dieu. Un Catéchisme pour adultes, Desclée de Brouwer, 1953.
- Emile Schulthess
  - Afrique I et Afrique II, Delpire, 1955.
  - U.S.A., photos d'un périple aux États-Unis d'Amérique, Delpire, 1955.
- Wols, En personne (traduction du texte de Werner Haftmann), Delpire, 1963.

#### Del inglés
- Anonyme (mystique anglais du SXIV), Le Nuage d'inconnaissance, Éditions des Cahiers du Sud, 1953 ; Club du livre religieux, 1957 ; Le Seuil, 1977.
- Herman Melville
  - Mardi, traduit de l'anglais par Charles Cestre, texte français revu par Armel Guerne, couverture de Max Ernst, Robert Marin, 1950 ; Lebovici/Ivrea, 1984.
  - Moby Dick, Le Sagittaire, 1954 ; Le Club français du livre, 1955 ; Phébus, 2005 ; Libretto, 2007 et 2011.
  - Moi et ma cheminée ; Jimmy Rose ; L'heureuse faillite, Falaize, 1951 ; Le Seuil, 1984 ; L'Ampoule, 2003.
  - Redburn ou sa première croisière, préface de Pierre Mac Orlan, couverture de Max Ernst, Robert Marin, 1950 ; Gallimard, 1976.
  - White Jacket (avec Charles Cestre), Robert Marin, 1950 ; Julliard, 1992.
- Sir Winston Churchill, Histoire des peuples de langue anglaise (4 vol.), Plon, 1956-1959 ; Metvox Publications, 2017.
- Edward Quinn  et Roland Penrose, Picasso à l'œuvre, Manesse, 1965.
- William Shakespeare, Poèmes et Sonnets, Desclée de Brouwer, 1964 ; Rencontre, 1969.
- Robert Louis Stevenson, Dr. Jekyll et M. Hyde (suivi de Alolla, Le Voleur de Cadavres, Janet la Déjetée, Markheim), Cercle du Bibliophile/Edito service, 1968 ; Phébus, 1994 ; Phébus-libretto, 2010.
- Chögyam Trungpa, Méditation et Action, Causeries au Centre Tibétain de Samyê-Ling mises en français par Armel Guerne, Fayard, 1973.
- X, Le Retour de l'Âme prodigue (avec Yvonne Vineuil), Éditions des Cahiers du Sud, 1952.
- Virginia Woolf, Croisière (The Voyage Out), Robert Marin, 1952 ; Les Belles lettres, 2016.

#### Del checo
- Eduard Bass, Le Cirque Humberto, Albin Michel, 1952 ; Club du livre sélectionné, 1952 ; Club du Livre du mois, 1954 ; L'Ambassade du livre, 1965.

#### Del chino
- Lao Tseu, Tao Tö King, Club français du livre, 1963.
- Ts'ao Siue-Kin,  Le Rêve dans le pavillon rouge  (traduit du chinois par Franz Kuhn, version française par Armel Guerne), 2 vol., Guy Le Prat, 1957-1964.

#### Del japonés
- Emaki. L'art classique des rouleaux peints japonais, par A. Hase et D. Seckel, texte français par Armel Guerne, Delpire, 1959.
- Konjaku, 34 récits fantastiques du SXI traduits par Tsukakoshi Satoshi, version française par Armel Guerne, Delpire, 1959.
- Kawabata Yasunari (traduit du japonais par Fujimori Bunkichi, texte français par Armel Guerne) 
  - Pays de neige, Albin Michel, 1960 ; Le Club français du livre, 1961 ; Le Livre de poche, 1971.
  - Nuée d'oiseaux blancs, Plon, 1960 ; La Guilde du livre, 1969 ; Rombaldi, 1970 ; Sillage, 2009.

#### Del griego y del latín litúrgico
- L’Hymne acathiste et hymnes latines, dans Vierges romanes, Éditions Zodiaque, 1961.
- Le Chant sacré des heures, hymnes du bréviaire monastique, dans Il y eut un soir, il y eut un matin d’Æmiliana Löhr, Saint-Paul, 1966.

#### Caso particular
- Le Livre des Mille et une Nuits, Club français du livre, 1966-1967 (6 vol.), texte français par Armel Guerne d'après les traductions de Richard Francis Burton et de Edward William Lane.

### Correspondencia
- Lettres de Guerne à Cioran, 1955-1978, collection Lettres d’hier et lettres d’aujourd’hui, Le Capucin, 2001.
- Armel Guerne / Dom Claude Jean-Nesmy, Lettres 1954-1980, Le Capucin, 2005.
- E.M. Cioran, A. Guerne Lettres 1961-1978, édition établie et annotée par Vincent Piednoir, éditions de L’Herne, 2011.